# Jorge Gonçalves
Jorge Miguel Dias Gonçalves est un footballeur portugais né le 31 octobre 1983 à Pedroso. 
Il joue au poste d'ailier mais peut aussi évoluer au poste d'attaquant.
À l'issue de la saison 2009/2010, Jorge Gonçalves compte à son actif 48 matchs en 1re division portugaise et 9 matchs en 1re division espagnole.

## Carrière
- 2002-2003 : AA Avanca  Portugal
- 2003-2004 : FC Pedras Rubras  Portugal
- 2004-2008 : Leixões SC  Portugal
- 2008-2009 : Racing Santander  Espagne
- 2009-2010 : Vitória Guimarães  Portugal (prêt)
- 2010-2011 : SC Olhanense  Portugal[1],[2]